# Phyllomys nigrispinus
Phyllomys nigrispinus és una espècie de mamífer rosegador de la família de les rates espinoses. És endèmica del sud-est del Brasil, on la seva distribució s'estén des de Rio de Janeiro fins a Paranà. Els seus hàbitats naturals són els boscos perennifolis de frondoses i els boscos semiperennes. Està amenaçada per la fragmentació del seu entorn natural.